# Oliver Anthony
Oliver Anthony, wł. Christopher Anthony Lunsford – amerykański muzyk country.
Jako nastolatek rzucił szkołę, by pracować w fabryce. Mieszka w kamperze na swojej farmie. Muzyką, która pomogła mu wyjść z uzależnienia od alkoholu, zajmuje się o 2021 r. Jego piosenka z 2023 r. Rich Men North Of Richmond znalazła się na szczycie amerykańskiej listy przebojów, a przez krytyków została nazwana hymnem pokolenia. Utwór zaczęli wykorzystywać republikańscy kandydaci na prezydenta, jednak w odpowiedzi Anthony opublikował oświadczenie, w którym odciął się od związków z politykami tej partii i zaznaczył, że jego piosenka powstała jako krytyka całej amerykańskiej klasy politycznej.